# あやめ公園 (久喜市)
あやめ公園（あやめこうえん）は埼玉県久喜市にある都市公園（近隣公園）である。
1991年（平成3年）3月1日に、合併前の南埼玉郡菖蒲町により整備された。公園内には運動広場（グラウンドゴルフ）をはじめ、児童遊具やトイレ・あずまやなどが所在している。かつては五重塔も所在していた。また例年あやめ公園およびあやめ会館において菖蒲産業祭が行われている。

## 施設
- 遊具
  - 滑り台
  - ブランコ
  - 鉄棒
  - スプリング遊具
- 運動広場（グラウンドゴルフ）
- 砂場
- トイレ
- ベンチ
- 水道
- 時計
- あずまや
- 欅
- 桜

## 所在地
- 〒346-0105
- 埼玉県久喜市菖蒲町新堀1695[4]

## 交通
- 朝日バス「菖蒲仲橋」バス停より徒歩にて北北西へ約3分。（道程約150m）[5]

## 周辺
- 星川（見沼代用水）
- 緑のヘルシーロード
- 久喜市立菖蒲小学校
- 吉祥院
- 菖蒲神社
- あやめ会館（菖蒲商工会）
- 菖蒲仲橋車庫
- 南彩農業協同組合 本店
- 永昌寺
- 新堀落
- 物見塚公園